# Инцидент с Уиллом Смитом и Крисом Роком
Инцидент с Уиллом Смитом и Крисом Роком произошёл 27 марта 2022 года во время 94-й церемонии вручения кинопремии «Оскар». Ведущий церемонии Крис Рок, объявляя номинантов в категории «Лучший документальный полнометражный фильм», отпустил шутку о бритой голове Джады Пинкетт-Смит, сравнив её с персонажем Деми Мур в фильме 1997 года «Солдат Джейн». «Джада, — сказал он, — я не могу дождаться, когда выйдет „Солдат Джейн 2“». Пинкетт-Смит, страдающая алопецией, раздражённо закатила глаза, но её муж Уилл Смит рассмеялся вместе с большей частью аудитории.
После этого произошло неожиданное: Смит вышел на сцену и влепил Року пощёчину. Тот коротко прокомментировал инцидент, попытавшись обратить случившееся в шутку, а затем продолжил церемонию. Позже Смит получил «Оскар» за лучшую мужскую роль в фильме «Король Ричард». В своей приветственной речи он извинился перед Академией и своими коллегами, не упомянув при этом Рока.
Инцидент вызвал широкий общественный резонанс. Компания ABC, показывавшая церемонию американским зрителям, отключила трансляцию в самом начале стычки из-за федеральных законов, но видеозаписи от международных вещательных компаний появились в Интернете и быстро стали вирусными, собрав десятки миллионов просмотров и множество комментариев. В российских СМИ высказывалось мнение, что столкновение Рока и Смита инсценировано для повышения рейтингов.

Пощёчина Уилла Смита. Фанатский рисунок.

На следующий день Смит принёс извинения Року и Академии через Instagram и Facebook. 1 апреля он отказался от членства в Академии. Неделю спустя Совет Академии принял решение о запрете на участие Смита в любых мероприятиях Академии сроком на 10 лет, при этом имея в виду не только личное, но и виртуальное присутствие актёра.